# Epiphragma (Epiphragma) delectabile
Epiphragma (Epiphragma) delectabile is een tweevleugelige uit de familie steltmuggen (Limoniidae). De soort komt voor in het Neotropisch gebied.